# One Foot in Front of the Other
One Foot in Front of the Other è il primo mixtape della cantautrice britannica Griff, pubblicato il 16 giugno 2021 dalla Warner.

## Accoglienza
| Recensione           | Giudizio |
| -------------------- | -------- |
| Clash                | 8/10     |
| DIY                  |          |
| Dork                 |          |
| NME                  |          |
| Rolling Stone        |          |
| The Line of Best Fit | 9/10     |

One Foot in Front of the Other è stato accolto con recensioni ampiamente positive da parte dei critici musicali. Su Metacritic, sito che assegna un punteggio normalizzato su 100 in base a critiche selezionate, il disco ha ottenuto un punteggio medio di 93 basato su cinque recensioni.

## Tracce
1. Black Hole – 3:20
2. One Foot in Front of the Other – 3:12
3. Shade of Yellow – 2:36
4. Heart of Gold – 2:36
5. Remembering My Dreams – 3:22
6. Earl Grey Tea – 2:47
7. Walk – 2:32

Tracce bonus nell'edizione CD e MC
1. Take a Bow (Radio 1 Piano Sessions) – 3:42

## Classifiche
| Classifica (2024) | Posizione massima |
| ----------------- | ----------------- |
| Irlanda           | 85                |
| Regno Unito       | 4                 |